# 大隅潔
大隅 潔（おおすみ いさぎ、1942年6月22日 - ）は、スポーツニッポン東京本社の元記者で、1964年東京オリンピック男子200m背泳ぎの日本代表選手。現在は、セントラルスポーツの顧問を務める。
スポーツニッポンでは後年、東京本社の常務取締役や、西部本社の代表を歴任。関連会社のスポニチクリエイツでも、代表取締役を務めた。退職後は、明治大学の客員教授に就任している。

## 経歴
静岡県の出身で、少年時代に自宅付近の天竜川で水泳へ親しむと、静岡県立浜松商業高等学校時代から競泳の選手として活躍。1964年東京オリンピックの開催を控えた1961年に、日本代表候補生の1人として、明治大学法学部への推薦入学を果たした。実際に、大学4年生として迎えた東京オリンピックでは、競泳の日本代表として男子200m背泳ぎに出場。準決勝で自己最高の2分17秒0を記録したが、全体の9位で決勝進出を逃した。
大学生時代（東京オリンピックへの出場の前）に、当時『スポーツニッポン』で文芸評論の連載記事を執筆していた大井廣介と偶然知り合った縁で、大井からの推薦によって大学卒業後の1965年に同社の東京本社へ入った。水泳選手としての生活を大学で終えたうえで、3年後の1968年メキシコシティーオリンピックを現地で取材することを見越しての入社だったが、当初は校閲部に配属。1967年以降は、スポーツ記者として、大相撲を皮切りにボクシング、プロ野球（巨人担当）、ゴルフなどを取材していた。会社の事情でオリンピック取材は実現しなかったものの、1968年6月18日付の1面では「大相撲力士（第47代横綱）の柏戸剛が婚約」、1977年4月26日付の1面では「（当時の）蔵前国技館を現在の（第2代）両国国技館へ移転することを日本相撲協会が計画」（実際には1985年1月の大相撲初場所から移転）というスクープを報じている。なお、後年は、運動部デスク、写真部長、編集局次長、事業局長、東京本社取締役（広告・事業担当）などを経て、常務取締役・西部本社（九州）代表を務めた。
その一方で、1991年4月から6年間にわたって、スポーツニッポン東京本社編集局からの生中継で『ブロードキャスター』（TBSが毎週土曜日の夜間に編成していたテレビのJNN全国ネット向け生放送番組）のスポーツコーナーに出演。翌日の東京本社発行版の1面記事をいち早く紹介したほか、大相撲本場所前後の放送では、「代貸（だいがし）の眼」と称するミニコーナーで相撲の解説も担当していた。退職後も、『ひるおび!』（TBSテレビ）などの情報番組で大相撲関連の話題を取り上げる場合に、「東京相撲記者クラブ会友」という肩書でコメンテーターを務めたり、コメントを寄せたりしている。
なお、出身地の静岡県からは、「観光大使」「広報アドバイザー」を一時委嘱されていた。

## 著書
- 「横綱大鵬 晩節のかがやき」 小学館 2010年。